# ときめき (金月真美のアルバム)
ときめき(TOKIMEKI)は、金月真美の最初のアルバム。1996年4月24日、KONAMIより発売。

## 解説
- ゲーム『ときめきメモリアル』のオープニングテーマ「もっと!モット!ときめき」に加え、ゲーム内ではBGMとなっている「告白」、グッドエンディングテーマの「二人の時～forever～」を収録。

## 収録曲
1. 恋はPositive
  - 作詞: 安藤芳彦、作曲: 高井萌、編曲: 岩﨑元是
2. BI・NE・TSU
  - 作詞: 金月真美、作曲: 藤田亘、編曲: 岩崎元是
3. Moon Light Dancing
  - 作詞: 安藤芳彦、作曲: 高井萌、編曲: 山内薫
4. 記憶（おもい）抱きしめて
  - 作詞・作曲: 金月真美、編曲: 山内薫
5. Bye Bye Love
  - 作詞: 安藤芳彦、作曲: 高井萌、編曲: 多田彰文
6. もっと!モット!ときめき
  - 作詞: SANOPPI&2番をつくらなきゃネ実行委員会、作曲・編曲: メタルユーキ
7. さよならをもう一度
  - 作詞: 安藤芳彦、作曲: 高井萌、編曲: 岩崎元是
8. Solitude
  - 作詞: 金月真美、作曲: 藤田亘、編曲: 多田彰文
9. もっと恋しよう
  - 作詞・作曲: 長沢ゆりか、編曲: 岩崎元是
  - セガサターン版『ときめきメモリアル forever with you』で主人公から告白した時のグッドエンディング時のEDテーマで、後にシングルカットされる。
10. 告白
  - 作詞: さゆ鈴、作曲: あきろぴと&大内正徳、編曲: 岩崎元是
  - 元々は、『ときめきメモリアル』の伝説の樹の下で女の子からの告白される時に使われる予定であったらしいが、「告白シーンに歌物はどうか?」と言う事で、歌ありのこのバージョンは使われず、ゲーム用のインストバージョンが作られている。なお、この歌ありのバージョンは、ドラマCDで使われている。
11. 二人の時～forever～
  - 作詞: ときめき作詞実行委員会、作曲: メタルユーキ、編曲: たっぴー